# استان موچینگا
استان موچینگا (به لاتین: Muchinga Province) یک منطقهٔ مسکونی در زامبیا است که در زامبیا واقع شده‌است. استان موچینگا ۸۷٬۸۰۶ کیلومتر مربع مساحت و ۸۹۵٬۰۵۸ نفر جمعیت دارد.